# 2004년 1월
| 2004년: 1월 · 2월 · 3월 · 4월 · 5월 · 6월 · 7월 · 8월 · 9월 · 10월 · 11월 · 12월 |

| <          | 2004년 1월 | 2004년 1월 | 2004년 1월 | 2004년 1월   | 2004년 1월 | >          |
| 일         | 월         | 화         | 수         | 목           | 금         | 토         |
|            |            |            |            | 1 12.10 기묘 | 2 11 경진  | 3 12 신사  |
| 4 13 임오  | 5 14 계미  | 6 15 갑신  | 7 16 을유  | 8 17 병술    | 9 18 정해  | 10 19 무자 |
| 11 20 기축 | 12 21 경인 | 13 22 신묘 | 14 23 임진 | 15 24 계사   | 16 25 갑오 | 17 26 을미 |
| 18 27 병신 | 19 28 정유 | 20 29 무술 | 21 30 기해 | 22 1.1 경자  | 23 2 신축  | 24 3 임인  |
| 25 4 계묘  | 26 5 갑진  | 27 6 을사  | 28 7 병오  | 29 8 정미    | 30 9 무신  | 31 10 기유 |

| 편집하기 |

## 2004년1월 1일
- 한국철도시설공단이 공식 출범하다.
- 프랑스 파리 도심에서 새해를 축하하던 2천여 명의 군중이 갑자기 폭도화하여 경찰 4500여 명에 의해 진압되었다. 총 214명이 부상당하였다.
- 고이즈미 준이치로 일본 총리가 야스쿠니 신사를 참배하다.

## 2004년1월 3일
- 이집트의 저가 항공사인 플래시 항공(en) 소속의 604편(보잉 737-300형)이 시나이반도 남단의 샤름 엘 셰이크 근처 홍해 상공에서 추락하여 탑승자 148명 전원이 사망하다.(en:Flash Airlines Flight 604)

## 2004년1월 5일
- 부룬디의 후투족 무장 조직인 FNL(fr)이 12월 31일 발표한 선전 포고를 철회하고, 도미티앵 은다이제예(fr) 대통령과 협상할 것을 받아들이다.

## 2004년1월 11일
- 열린우리당은 전당대회를 열어 정동영을 새 당 의장으로 선출하다.

## 2004년1월 15일
- 외교통상부 직원의 이른 바 부적절한 발언 파문으로 윤영관 장관이 사임하다.